# Hay Lin
Hay Lin je fiktivni lik iz stripa i animirane serije W.I.T.C.H. Ona je peta članica W.I.T.C.H.-a, grupe tinejdžerki poznatih kao Čuvarice. One čuvaju Kandrakar, središte svemira od zla. Hay Lin je "H" u W.I.T.C.H.-u, nazivu grupe sastavljenim od inicijala djevojaka. U engleskoj verziji animirane serije glas joj posuđuje Liza del Mundo.
Hay Lin je vijek vesela i puna energije. Živi u Heatherfieldu iznad obiteljskog restorana s roditeljima i bakom, koja već na početku umire.

## Profil
Hay Lin ima 13 godina. Rođena je 4. lipnja i u horoskopu je blizanac. Ima dugu crnu kosu i tamno smeđe oči. Neko vrijeme nosi aparatić za zube, koji joj se na početku ne sviđa, ali ga vremenom zavoli nositi. Ona ima osebujan stil. Često nosi avijatičarske naočale, a dio svoje odjeće sama šije. Hay Lin je kineskog podrijetla. Njena obitelj posjeduje kineski restoran zvan "Srebrni zmaj" gdje im često pomaže. Živi u Heatherfieldu i tamo pohađa gimnaziju Sheffield. Ide u 2. b razred, zajedno s Irmom i Taranee. Njen najdraži školski predmet je likovna kultura. 
Hay Lin je jako vezana uz svoju baku. Ona je bila ta koja je njoj i ostalim djevojkama rekla za njihove moći i pozvanje te je poput nje bila Čuvarica i imala moći vjetra. Hay Linina baka, Yan Lin, pri početku priče umire, ostavljajući sa sobom mnogo tajni koje još nije rekla Čuvaricama. No one je nedugo nakon sreću u Kandrakaru, gdje kasnije bude kandidirana za novog Proroka.
Vesela i uvijek nasmijana, Hay Lin je dosta slična Irmi. Uvijek je vedra duha i na sve gleda optimistično. Pomalo je hirovita, zaigrana je i neozbiljna. Obožava skupljati stripove i sve o svemircima. Hay Lin je vrlo maštovita i kreativna te obožava crtati i slikati. Na dlan zapisuje imena, datume, brojeve i sve što je važno, a što bi mogla zaboraviti (što joj se često događa). Ludo je zaljubljena u Erica Lyndona, novog dečka u gradu koji nju također voli.

## Moći
Kao Čuvarica zraka Hay Lin može upravljati njime, a može vladati i zvukom na velikim udaljenostima. Također može postati nevidljiva. Jedina može letjeti, iako i ostale Čuvarice imaju krila. Slušajući nečiju najdražu pjesmu može dobiti vizije u kojima otkriva njegovu prošlost.